# Gustav Böß
Gustav Böß (ou Böss, de son nom complet Gustav August Johann Heinrich Böß, né le 11 avril 1873 à Gießen, mort le 6 février 1946 à Bernried am Starnberger See) est un juriste, homme politique allemand, bourgmestre-gouverneur de Berlin du 20 janvier 1921 au 7 novembre 1929.

## Biographie
Ce fils d'un fondé de pouvoir fait sa scolarité à Giessen, étudie le droit et l'économie à l'université où il obtient un doctorat.
Après avoir travaillé dans les services financiers de la compagnie de chemin de fer du grand-duché de Hesse (de), il est en 1910 conseiller sur les transports à Berlin-Schöneberg dont Rudolph Wilde (de) puis Alexander Dominicus (de) sont maires. En 1912, il devient élu du DDP et adjoint aux finances de la ville de Berlin.
Le 20 janvier 1921, il est élu bourgmestre-gouverneur de Berlin avec les voix du SPD. Il dirige l'une des villes les plus importantes d'Europe durant les années folles.
Gustav Böß met en place une centralisation des services de Berlin malgré la résistance des administratins des quartiers. Il met en place des jeux pour enfants et des installations sportives grâce aux finances de la ville qui sont bonnes comme l'économie. Il fait construire le Poststadion, les terrains de sport de Charlottenburg, le Jungfernheide (de) ou Mommsenstadion. En outre, il investit dans les arts en faisant du Deutsche Oper Berlin un opéra municipal consacré aux jeunes artistes dès 1924. Il décide de grandes constructions comme le Messe Berlin et l'aéroport de Berlin-Tempelhof.
Gustav Böß démissionne le 7 novembre 1929 en raison de l'affaire Sklarek, le lendemain de sa déclaration d'innocence dans la presse. Les frères Sklarek ont corrompu élus et fonctionnaires en fournissant des vêtements de luxe à moindre frais afin d'obtenir un monopole sur l'approvisionnement des hôpitaux et des établissements de soins. Böß est impliqué car sa femme a reçu un manteau de fourrure.
Après sa condamnation en 1930, Böß se retire de la vie politique. Les nazis continuent à parler de ce scandale pour leur propragande et l'interneront durant neuf mois. Ensuite il s'installe en 1934 à Munich puis à Bernried, près du lac de Starnberg.